# Endocomia macrocoma
Endocomia macrocoma là một loài thực vật có hoa trong họ Myristicaceae. Loài này được (Miq.) W.J.de Wilde mô tả khoa học đầu tiên năm 1984.